# Franciscus Lijftocht
Franciscus (Frans) Lijftocht was een Zuid-Nederlandse augustijn en dichter uit de 17de eeuw, afkomstig uit Diest. 

## Biografie
Volgens verschillende bronnen werd Franciscus Lijftocht geboren rond 1637 of 1640 in Diest. Een exacte geboortedatum wordt nergens gedocumenteerd. De parochieregisters van Diest geven aan dat er in die periode slechts één persoon met deze naam geboren is, met name op 7 augustus 1638. Het betreft de zoon van Petrus Lijftocht en Anna Meeuws.
Lijftocht studeerde aan het Augustijnencollege te Diest, alwaar hij op 7 november 1657 zou toetreden tot de kloosterorde der Augustijnen. Op 26 april 1673 werd hij benoemd tot kerkmeester in het kapittel in Brussel, allicht in de voormalige Brusselse Augustijnenkerk. In 1682 werd hij onderprior in het Augustijnenklooster van Mechelen.
Lijftocht overleed op jonge leeftijd in 1683.

## Publicaties

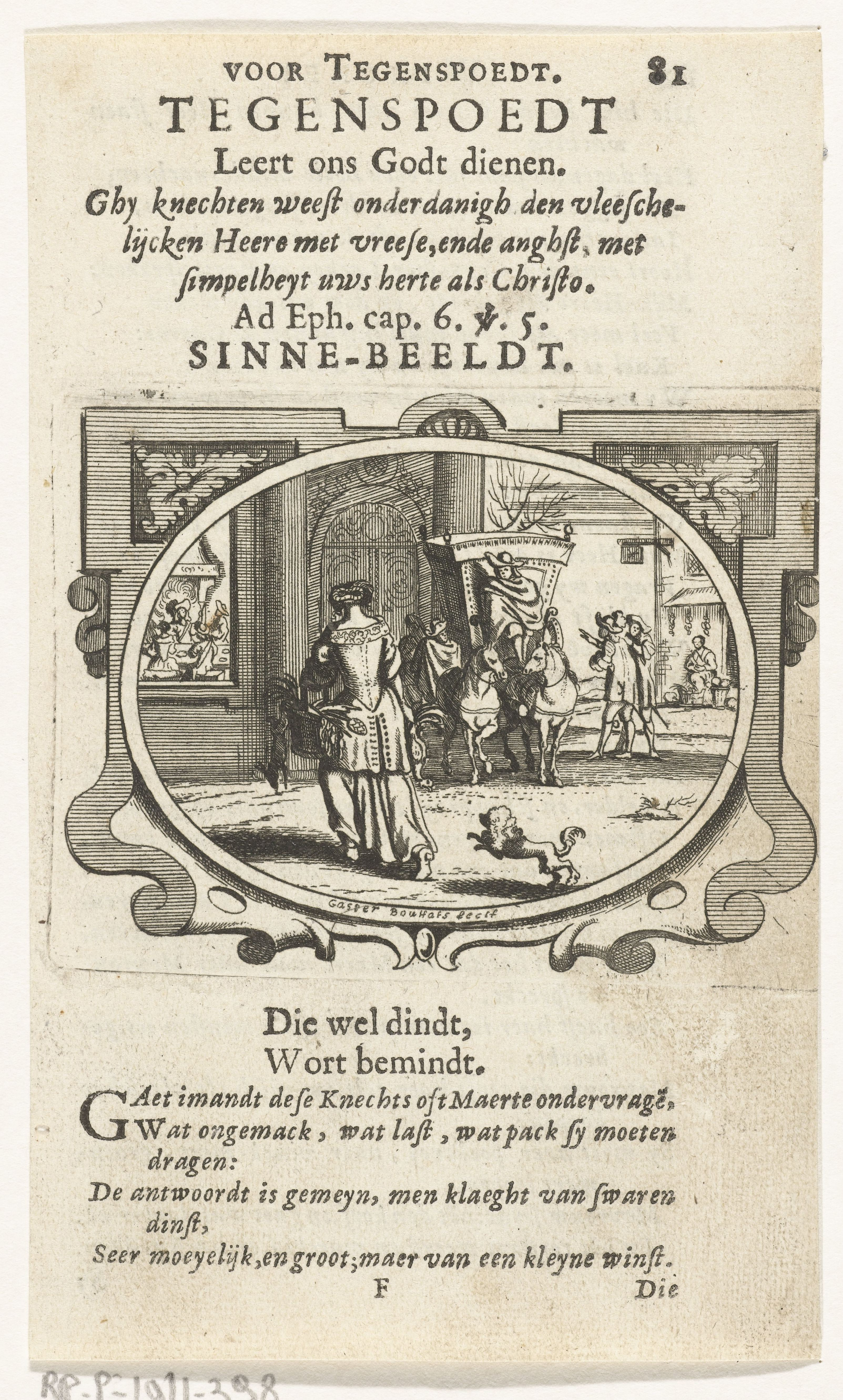
Een pagina uit 'Voor-winckel van patientie in den droeven tegenspoedt' van Franciscus Lijftocht, met een illustratie van Gaspar Bouttats.

Lijftocht schreef Nederlandstalige poëzie. Hij publiceerde twee dichtbundels, beide met dezelfde naam: 'Voor-winckel van patientie in den droeven tegenspoedt'. Het eerste deel werd gepubliceerd in 1679, het tweede deel in 1681.
Volgens Lijftocht hebben zijn gedichten tot doel om het leed te verlichten van mensen die getroffen worden door 'tegenspoed' (lees: tegenslag, miserie), en om de lezer rond het thema 'tegenspoed' tot meer inzichten te brengen. Zijn dichtbundel moet dan gezien worden als een 'winkel' met verschillende inzichten die in dichtvorm worden aangeboden. Zijn voornaamste boodschap is dat 'patientie' (lees: geduld) een belangrijke deugd is, en van groot belang is om tegenspoed het hoofd te kunnen bieden.
Onderstaand fragment uit de inleiding van zijn eerste boek, geeft een duidelijk beeld van zowel de dichtvorm die Lijftocht hanteert, als van de boodschap van Lijftocht.
| Oorspronkelijke tekst (1679) | modern Nederlands (vrije vertaling) |
| --- | --- |
| "Beminden leser komt blijmoedigh aengetreden, Wilt ghy profijtelijck wat voor uw Ziel besteden, Naar onsen Winckel toe, hy is van als versien Voor ider een, en meest voor alle ambachts lien. [...] Want als den Tegenspoedt u toe springht ’t allen kant, En dat ghy sonder troost van hem wort overmant; Dat hy uw lichaem gaet met pijn, en smerte quellen Met onrust, ongemack oock uw gemoedt onststellen; Vat dan dit boexken aen, door leest het soo ghy wilt: Patiêntie alleen moet wesen uwen schilt. Patiêntie die moet met u, en in uw wercken, Soudt sy uw slappe Ziel met kloecken moedt verstercken. Sy is de waere deught die soo aan Godt behaeght, Dat ’s allen Tegenspoedt altijd om hem verdraeght. Al dat u overkomt van smerten, straffen, pijnen, Sal met Patiêntie in eenen roock verdwynen." | "Beminde lezer, kom blijmoedig aangetreden - als gij nuttige tijd aan uw ziel wilt besteden - naar onze winkel toe, hij is van alles voorzien, voor iedereen, en vooral voor alle ambachtslieden. [...] Want als de tegenspoed u toespringt van elke kant en gij zonder troost door hem wordt overmand. Als hij uw lichaam met pijn en smart gaat kwellen, en met onrust en ongemak uw gemoed gaat ontstellen, neem dan dit boekje en doorlees het zoals gij wilt: geduld alleen is uw beste schild. Geduld moet met u, en in u werken, Zo kan zij uw slappe ziel met kloeke moed versterken. Zij is de ware deugd die God behaagt, en die al onze tegenspoed verdraagt. Al wat u overkomt van smarten, straffen, en pijnen, zal met geduld in rook verdwijnen." |

Lijftocht draagt zijn dichtbundels op aan enkele vrienden uit het geestelijke milieu. Het eerste deel wordt opgedragen aan Franciscus David, een norbertijn verbonden aan de abdij van Averbode, die eerder als vicaris in Wezemaal dienst deed, en later pastoor werd van Veerle. Het tweede deel wordt opgedragen aan Jacobus Quintin, de pastoor van Geetbets, die tijdens de laatste oorlog zorgen verleend zou hebben in het ziekenhuis van Leuven, en daardoor volgens Lijftocht veel in aanraking geweest zou zijn met tegenspoed.
De boeken van Lijftocht zijn uitgegeven door de Utrechtse uitgever Arnold Van den Eynden. Zijn boeken bevatten illustraties van de Antwerpse graveur Gaspar Bouttats.